# Eugnathia albisecta
Eugnathia albisecta là một loài bướm đêm trong họ Erebidae.